# Andreas Mitterreither
Andreas Mitterreither (* 1688; † 21. Dezember 1765 in Altötting) war ein österreichischer Orgelbauer. 

## Leben
Ab 1724 war er in Altötting wohnhaft. Er baute mehrere Orgeln für Oberösterreich, Salzburg und Nordtirol. Zwei seiner Instrumente sind erhalten:
- Arnsdorf, Wallfahrtskirche Maria am Mösl (1750)
- Hirschegg, Pfarrkirche St. Anna (1734)[1]

Ob Andreas Mitterreither auch als Begründer der über mehrere Generationen währenden Orgelbauerdynastie in Graz angesehen werden kann, ist noch fraglich. 

## Bildergalerie

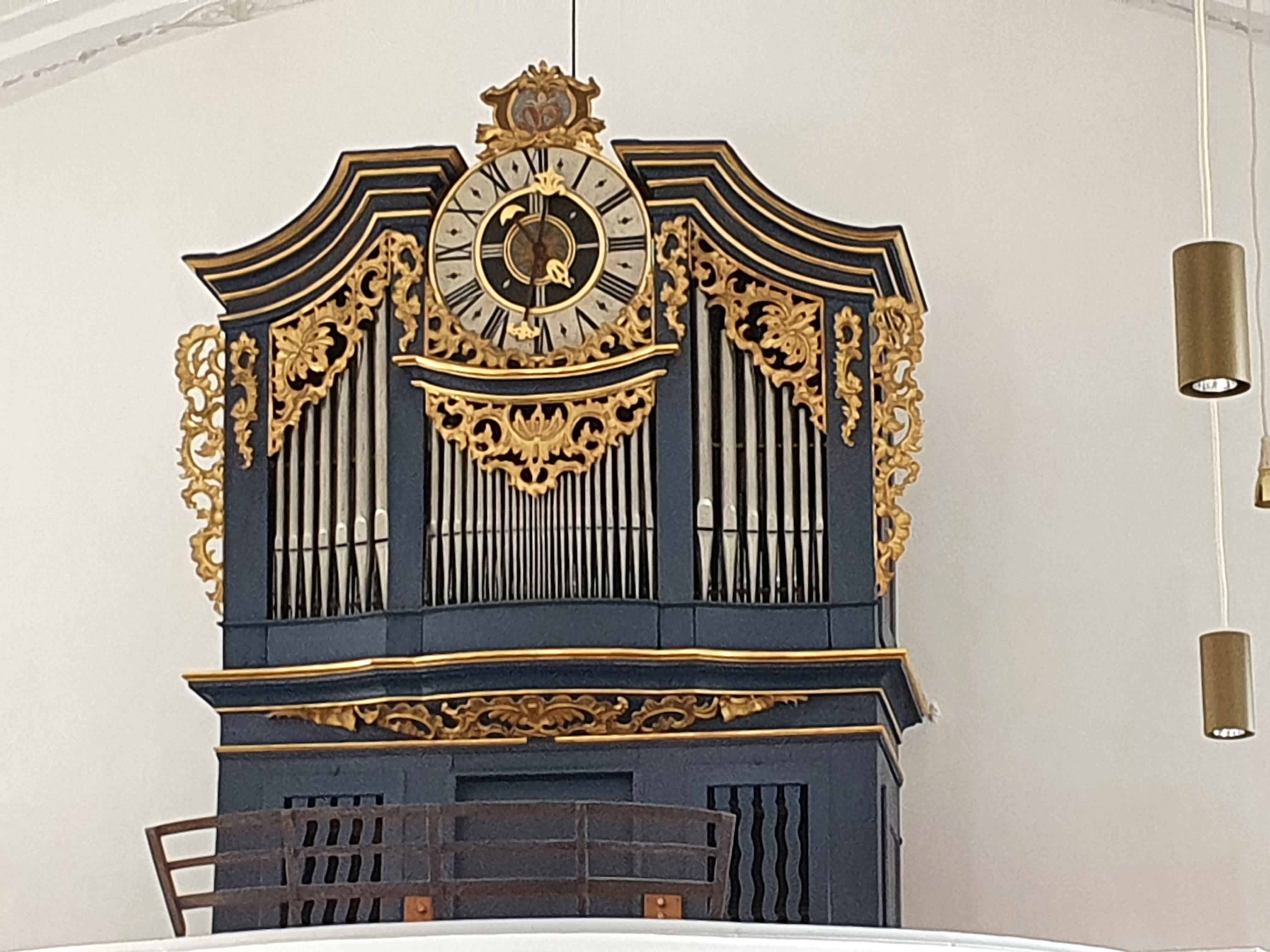
Wallfahrtskirche Maria am Mösl
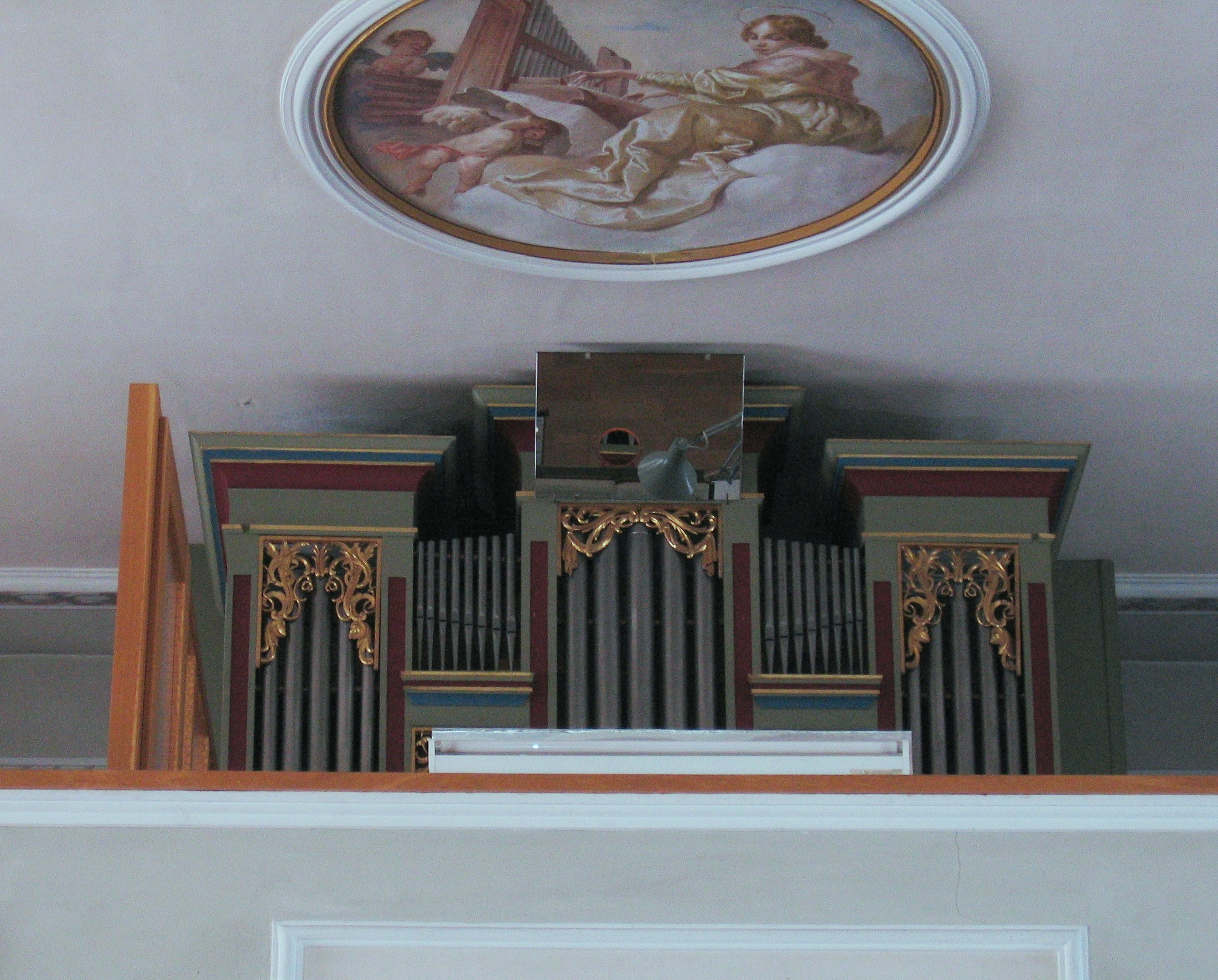
Pfarrkirche Hirschegg (Mittelberg)